# Votations fédérales de 2023 en Suisse
Plusieurs votations fédérales sont organisées en 2023 en Suisse les 12 mars et 18 juin,.
L'organisation cette année là des élections fédérales le 22 octobre conduit la Chancellerie fédérale à ne pas organiser de votations à cette date ni à celle du 26 novembre. 

## Mars
La votation du 12 mars est annulée par le Conseil fédéral fin 2022, faute d'objet à traiter.

## Juin
Trois objets sont soumis à la votation populaire du 18 juin 2023 :
1. Arrêté fédéral du 16 décembre 2022 sur une imposition particulière des grands groupes d’entreprises (Mise en œuvre du projet conjoint de l’OCDE et du G20 sur l’imposition des grands groupes d’entreprises) ;
2. Loi fédérale du 30 septembre 2022 sur les objectifs en matière de protection du climat, sur l’innovation et sur le renforcement de la sécurité énergétique ;
3. La modification du 16 décembre 2022 de la loi fédérale sur les bases légales des ordonnances du Conseil fédéral visant à surmonter l’épidémie de COVID-19 (loi COVID-19), si le référendum aboutit.

### Résultats
| Question | Pour      | Pour  | Contre  | Contre | Blancs | Nuls  | Total     | Inscrits  | Partici- pation | Cantons pour | Cantons pour | Cantons contre | Cantons contre |
| Question | Votes     | %     | Votes   | %      | Blancs | Nuls  | Total     | Inscrits  | Partici- pation | Entiers      | Demi         | Entiers        | Demi           |
| --- | --------- | ----- | ------- | ------ | ------ | ----- | --------- | --------- | --------------- | ------------ | ------------ | -------------- | -------------- |
| Imposition particulière des grands groupes d'entreprises                                                                     | 1 803 309 | 78,50 | 495 229 | 21,50  | 51 066 | 9 009 | 2 358 623 | 5 567 120 | 42,37           | 20           | 6            | 0              | 0              |
| Loi sur les objectifs en matière de protection du climat, sur l'innovation et sur le renforcement de la sécurité énergétique | 1 380 974 | 59,10 | 957 077 | 40,90  | 21 825 | 8 260 | 2 368 136 | 5 567 120 | 42,54           | 16           | 3            | 4              | 3              |
| Modification de la loi sur les bases légales des ordonnances du Conseil fédéral visant à surmonter l'épidémie de COVID-19    | 1 438 216 | 61,90 | 883 778 | 38,10  | 34 575 | 8 585 | 2 365 154 | 5 567 120 | 42,48           | 19           | 4            | 1              | 2              |